# Berne (cours d'eau)
Pour les articles homonymes, voir Berne (homonymie).
Le ruisseau de la Berne est un sous-affluent de l'Agly, dans le département français des Pyrénées-Orientales.

## Géographie
D'une longueur totale de 4,9 km, le ruisseau de la Berne afflue dans le ruisseau de la Pesquitte, lui-même affluent de l'Agly.

### Communes et cantons traversés
Le ruisseau de la Berne traverse deux communes du canton de Latour-de-France :
- Cassagnes, Latour-de-France

## Affluent
Le Ruisseau de la Berne n'a pas d'affluent référencé. Donc son rang de Strahler est de un.